# Hermacha caudata
Espèce
Hermacha caudata est une espèce d'araignées mygalomorphes de la famille des Entypesidae.

## Distribution
Cette espèce est endémique du Mozambique. Elle se rencontre vers Maputo.

## Description
Le mâle holotype mesure 14 mm.

## Publication originale
- Simon, 1889 : Descriptions d'espèces africaines nouvelles de la famille des Aviculariidae. Actes de la Société Linnéenne de Bordeaux, vol. 42, p. 405-415 (texte intégral).